# Агаянц Іван Іванович
Агаянц Іван Іванович (рос. Агаянц Иван Иванович, вірм. Իվան Աղայանց; 28 серпня 1911, Єлизаветполь — 12 травня 1968, Москва) — радянський військовий розвідник вірменського походження. Генерал-майор ГРУ СРСР.

## Біографія
Народився 28 серпня 1911 року у місті Єлизаветполі у родині священика Вірменської апостольської церкви Оганеса Агаянца. 1930 року він переїхав до Москви, щоб розпочати роботу в економічному відділі ОГПУ.
1936 року його перевели у зовнішню розвідку, чому сприяло його знання іноземних мов (включаючи турецьку, перську, французьку, іспанську та англійську). У 1937 році був відряджений до Парижа, під прикриттям спочатку торгпредства, потім консульського відділу радянського посольства. Після падіння Другої Іспанської республіки він взяв участь в операції з переміщення лідерів Комуністичної партії Іспанії Хосе Діаса та Долорес Ібаррурі до Москви.
1940 року повернувся в Москву. У серпні 1941 р. був відправлений до Тегерана резидентом.
1 серпня 1943 року за особистою вказівкою Сталіна вилетів до французького Алжиру для встановлення зв'язку з французьким генералом Шарлем де Голлем і з'ясування, що являє собою «Франція, що бореться», очолювана генералом. Завдання було виконано, і незабаром де Голль зустрівся зі Сталіним у Москві.
1943 року перед зустріччю під час тегеранської конференції союзників Сталіна, Черчилля і Рузвельта Іван Агаянц отримав завдання виявити і ліквідувати учасників передбачуваного замаху на трійку лідерів в запланованій німецькою агентурою під командуванням Отто Скорцені секретній операції  під кодовою назвою «Довгий стрибок». Основна група німецьких диверсантів добиралася у Тегеран майже дві неділі, везучи зброю та спорядження. Підопічні Агаянца засікли їх радіопередачі, встановили координати і заарештували усю групу — більше чотирьохсот фашистських агентів. Того ж року Агаянц повернувся до Москви.
1946 року знов був відряджений до Парижа, де йому вдалося отримати текст документу про План Маршалла післявоєнної політики США та їх союзників у Європі. З 1947 по 1949 він знову був у Парижі, цього разу резидентом під псевдонімом «Авалов».
Після повернення до Москви Агаянца було призначено головою західноєвропейського відділу майбутнього КДБ. Потім був призначений першим главою відділу D (дезінформація) Першого головного управління КДБ. 1965 року отримав генеральське звання. 1967 року Агаянц був призначений заступником начальника Першого головного управління. Помер 12 травня 1968 року.